# ノード (グリーンランド)
座標: 北緯81度36分00秒 西経16度40分00秒 / 北緯81.6度 西経16.666667度
ノード（Nord）とは、デンマークの自治領・グリーンランド北東岸にある軍事基地、科学観測基地である。北緯81度36分、西経16度40分で、北極圏に位置する。北極線（北緯66度33分線）より1700km北、北極点から924kmの所に位置する。北東グリーンランド国立公園の基地であり、常時人が駐在する基地としては最北にある。軍事基地はデンマーク軍の国防軍司令部の5人の下士官が率い、観測基地は夏には20人以上の科学者が滞在できる。35棟の建物がある。海路では到達できない。なお、Nordとはデンマーク語で「北」を意味する。

## 気候
夏も平均最高気温が約5℃にしかならず、ツンドラ気候である。
| Nordの気候             | Nordの気候 | Nordの気候 | Nordの気候 | Nordの気候 | Nordの気候 | Nordの気候 | Nordの気候 | Nordの気候 | Nordの気候 | Nordの気候 | Nordの気候 | Nordの気候 | Nordの気候   |
| 月                     | 1月        | 2月        | 3月        | 4月        | 5月        | 6月        | 7月        | 8月        | 9月        | 10月       | 11月       | 12月       | 年           |
| ---------------------- | ---------- | ---------- | ---------- | ---------- | ---------- | ---------- | ---------- | ---------- | ---------- | ---------- | ---------- | ---------- | ------------ |
| 最高気温記録 °C （°F） | −5 (23)    | −5 (23)    | −2 (28)    | 2 (36)     | 6 (43)     | 10 (50)    | 14 (57)    | 13 (55)    | 5 (41)     | 1 (34)     | 1 (34)     | 2 (36)     | 14 (57)      |
| 平均最高気温 °C （°F） | −27 (−17)  | −26 (−15)  | −27 (−17)  | −18 (0)    | −6 (21)    | 2 (36)     | 6 (43)     | 4 (39)     | −6 (21)    | −18 (0)    | −22 (−8)   | −24 (−11)  | −13.5 (7.7)  |
| 平均最低気温 °C （°F） | −32 (−26)  | −32 (−26)  | −33 (−27)  | −23 (−9)   | −12 (10)   | −1 (30)    | 1 (34)     | 1 (34)     | −10 (14)   | −21 (−6)   | −27 (−17)  | −29 (−20)  | −18.2 (−0.7) |
| 最低気温記録 °C （°F） | −51 (−60)  | −47 (−53)  | −46 (−51)  | −37 (−35)  | −24 (−11)  | −10 (14)   | −2 (28)    | −13 (9)    | −30 (−22)  | −32 (−26)  | −45 (−49)  | −42 (−44)  | −51 (−60)    |
| 出典：Weatherbase      |            |            |            |            |            |            |            |            |            |            |            |            |              |

## 歴史

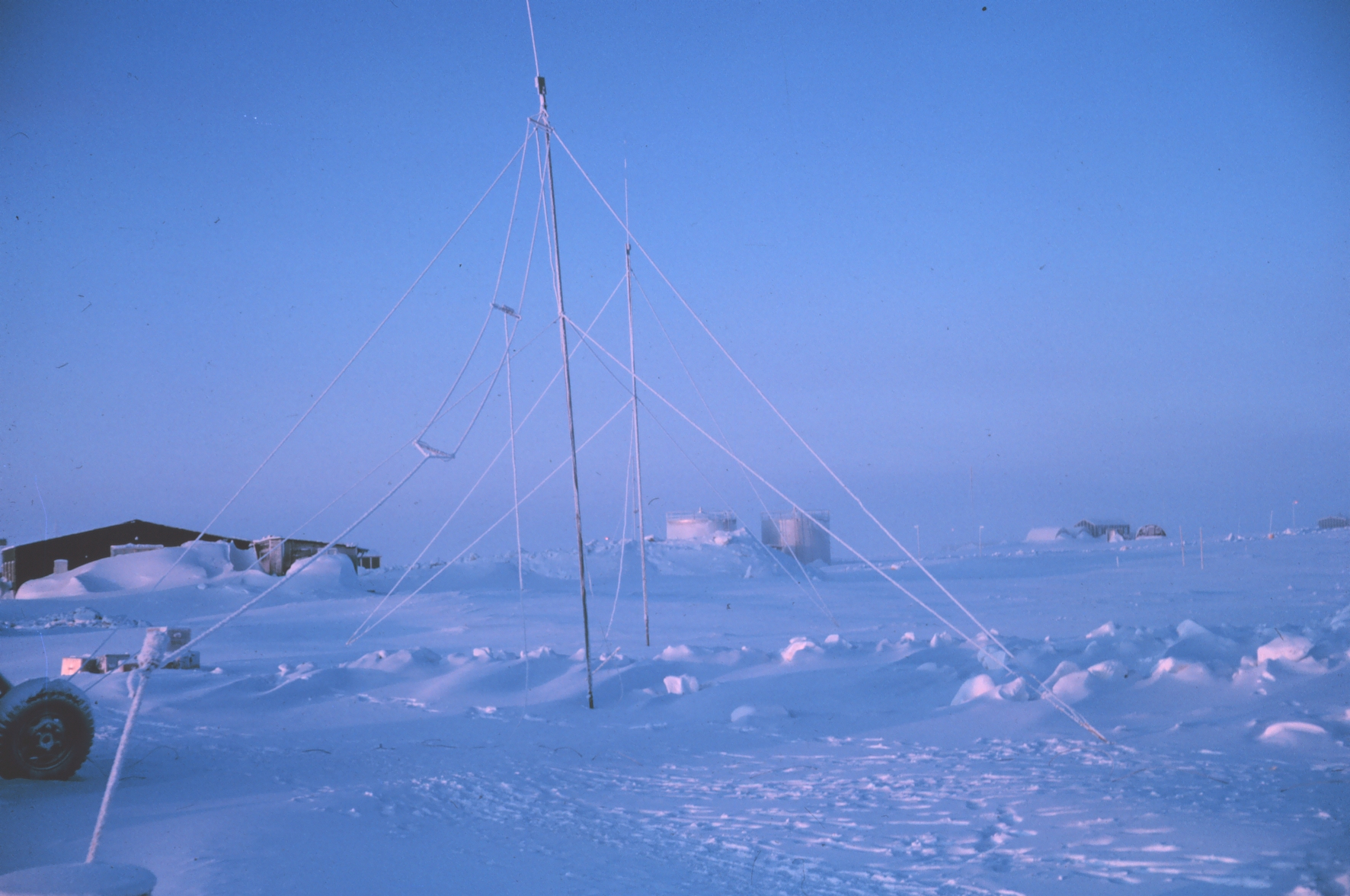
1967年のノード基地

本基地は1952年から1956年にかけて気象観測用、電波中継用の基地として設置された。グリーンランドにあるアメリカ空軍のチューレ空軍基地とデンマーク海軍のSirius偵察隊が詳しい気象情報を得るのに必要であった。民間機関が運営していたが1972年に閉鎖された。その後、1975年に軍事基地として再開された。